# Recorded Music NZ
Recorded Music NZ (trước đây là Recording Industry Association of New Zealand (RIANZ, Hiệp hội Công nghiệp thu âm New Zealand)) là một hiệp hội thương mại phi lợi nhuận của các nhà sản xuất thu âm, nhà phân phối và nhạc sĩ là những người bán nhạc ở New Zealand. Recorded Music NZ cho phép bất kỳ hãng thu âm nào đang hoạt động ở New Zealand gia nhập, và chịu ảnh hưởng lớn bởi "Big Three" của ngành công nghiệp âm nhạc (Sony, Universal và Warner Music).
Recorded Music NZ phát hành bảng xếp hạng âm nhạc chính thức của New Zealand (The Official NZ Top40), tổ chức trao giải New Zealand Music Awards hàng năm, cung cấp các dịch vụ khác phục vụ trực tiếp cho các hãng thu âm và nghệ sĩ, đồng thời cũng cấp bản quyền âm nhạc và các xử lý các vấn đề liên quan đến bảo vệ bản quyền âm nhạc.

## Lịch sử
Tên của tổ chức này ban đầu là New Zealand Federation of Phonographic Industry (NZFPI). Năm 1972 tổ chức đổi tên thành Recording Industry Association of New Zealand (RIANZ). Tháng 6 năm 2013, RIANZ và PPNZ Music Licensing (một tổ chức khác chuyên thu phí phát nhạc và biểu diễn tại New Zealand) hợp nhất thành Recorded Music NZ.

## Kỉ lục của bảng xếp hạng đĩa đơn

### Nghệ sĩ có nhiều đĩa đơn quán quân truy cập nhiều nhất
1. The Beatles (15)
2. Michael Jackson (10)
3. U2 (8)
4. Akon (7) (tie)
4. Mariah Carey (7) (tie)
4. Eminem (7) (tie)
4. Bee Gees (7) (tie)
8. ABBA (6) (tie)
8. Elton John (6) (tie)
8. Black Eyed Peas (6) (tie)
8. Chris Brown (6) (tie)
10. UB40 (5) (tie)
10. Madonna (5) (tie)
10. Katy Perry (5) (tie)
10. Rihanna (5) (tie)

### Đĩa đơn quán quân vừa mới ra mắt
- Geri Halliwell - "Look at Me" (30 tháng 5 năm 1999)
- Jennifer Lopez - "If You Had My Love" (1 tháng 8 năm 1999)
- Vengaboys - "Boom, Boom, Boom, Boom" (8 tháng 8 năm 1999)
- Shania Twain - "Man! I Feel Like a Woman" (15 tháng 8 năm 1999)
- 5ive - "If Ya Getting Down" (22 tháng 8 năm 1999)
- Ronan Keating - "When You Say Nothing at All" (5 tháng 9 năm 1999)
- Lou Bega - "Mambo No. 5" (12 tháng 9 năm 1999)
- Neil Finn - "Can You Hear Us?" (3 tháng 10 năm 1999)
- S Club 7 - "Two in a Million" (26 tháng 3 năm 2000)
- Vengaboys - "Shalala Lala" (16 tháng 4 năm 2000)
- Bardot - "Poison" (7 tháng 5 năm 2000)
- Wolverines - "65 Roses" (26 tháng 5 năm 2002)
- 50 cent - "In Da Club" (6 tháng 4 năm 2003)
- Clay Aiken - "Bridge over Troubled Water" (29 tháng 6 năm 2003)
- Guy Sebastian - "Angels Brought Me Here" (7 tháng 12 năm 2003)
- Ben Lummis - "They Can't Take That Away" (17 tháng 5 năm 2004)
- Michael Murphy - "So Damn Beautiful" (13 tháng 9 năm 2004)
- P-Money cùng với Scribe - "Stop the Music" (25 tháng 10 năm 2004)
- Eminem - "Just Lose It" (15 tháng 11 năm 2004)
- Savage cùng với Akon - "Moonshine" (4 tháng 4 năm 2005)
- Crazy Frog - "Axel F" (18 tháng 7 năm 2005)
- Pussycat Dolls - "Don't Cha" (22 tháng 8 năm 2005)
- Rosita Vai - "All I Ask" (24 tháng 10 năm 2005)
- Black Eyed Peas - "My Humps" (28 tháng 11 năm 2005)
- Busta Rhymes - "Touch It" (15 tháng 5 năm 2006)
- Fergie - "London Bridge" (2 tháng 10 năm 2006)
- Boyband - "You Really Got Me" (9 tháng 10 năm 2006)
- Matt Saunoa - "Hold Out" (6 tháng 11 năm 2006)
- Gwen Stefani cùng với Akon - "The Sweet Escape" (5 tháng 3 năm 2007)
- Beyonce cùng với Shakira - "Beautiful Liar" (23 tháng 4 năm 2007)
- Sean Kingston - "Beautiful Girls" (30 tháng 7 năm 2007)
- The Naked and Famous - "Young Blood" (14 tháng 6 năm 2010)
- Rihanna - "Only Girl (In the World)" (27 tháng 9 năm 2010)
- Britney Spears — "Hold It Against Me" (17 tháng 1 năm 2011)

### Đĩa đơn quán quân nhiều tuần nhất
14 tuần
- Boney M. - "Rivers of Babylon", 1978

12 tuần
- Freddy Fender - "Wasted Days and Wasted Nights", 1975
- Scribe - "Stand Up", 2003

11 tuần
- Whitney Houston - "I Will Always Love You", 1992
- Crazy Frog - "Axel F", 2005
- Smashproof hợp tác với Gin Wigmore - "Brother", 2009

10 tuần
- Tony Orlando & Dawn - "Tie a Yellow Ribbon Round the Ole Oak Tree", 1973
- Pussycat - "Mississippi", 1976
- UB40 - "Can't Help Falling in Love", 1993
- Lady Gaga - "Poker Face", 2008
- Stan Walker - "Black Box", 2009/10

9 tuần
- ABBA - "Fernando", 1976
- Elton John và Kiki Dee - "Don't Go Breaking My Heart", 1976
- All Of Us - "Sailing Away", 1986
- Avril Lavigne - "Complicated", 2002
- Black Eyed Peas - "I Gotta Feeling", 2009